# 法科大学
法科大学（ほうかだいがく、英語: University of Law, college of Law）は、法科の単科大学・分科大学。

## 一覧

### 分科大学
- 東京帝国大学法科大学
- 京都帝国大学法科大学

### 単科大学
- 高岡法科大学